# Holoneurus cinctus
Holoneurus cinctus är en tvåvingeart som först beskrevs av Jean-Jacques Kieffer 1894.  Holoneurus cinctus ingår i släktet Holoneurus och familjen gallmyggor. Inga underarter finns listade i Catalogue of Life.